# Marie Antoinette og hendes børn
Marie Antoinette og hendes børn (fransk: Marie-Antoinette et ses enfants), også kendt som Marie Antoinette af Lorraine-Habsburg, dronning af Frankrig, og hendes børn (fransk: Marie-Antoinette de Lorraine-Habsbourg, reine de France, et ses enfants), er et oliemaleri af den franske kunstner Élisabeth Vigée Le Brun, malet i 1787, og er i dag udstillet i Versailles-paladset. Dets dimensioner er 275 gange 216,5 cm.

## Historie
I juli 1785 er Marie Antoinettes omdømme tilsværtet af Halskædeaffæren. På trods af, at dronningen ikke personligt har været involveret i affæren, vendte den offentlige mening sig mod hende. I et forsøg på at forbedre den brede offentligheds opfattelse af dronningen, blev Élisabeth Vigée Le Brun senere det år bestilt af Ludvig 16. af Frankrig til at male et officielt portræt, der skulle fremstille Marie Antoinette sympatisk. Fokusset skulle være på Marie Antoinette som dronning og, vigtigere endnu, som mor; derfor fremstiller portrættet også hende omgivet af sine børn og bærende få smykker. For yderligere at styrke offentlighedens sympati med dronningen efter lod Le Brun en tom krybbe, hvor dronningens yngste barn, Sophie-Hélène-Béatrix, skulle have ligget, men hun døde kort inden maleriet blev færdiggjort.
Den første offentlige visning af maleriet blev bestemt til at være Parisersalonen i august 1787. På grund af Marie Antoinettes upopularitet på tidspunktet, og frygt for at maleriet skulle blive beskadiget, nægtede Le Brun at sende det. Ikke desto mindre insisterede administrationen på, at hun skulle sende maleriet, og det blev udstillet til blandede reaktioner.
Efter Parisersalonen blev maleriet udstillet i Marsværelset på Versailles-paladset indtil 1789. Under den Franske Revolution blev maleriet opbevaret i de nationale samlinger; siden Ludvig-Filip af Frankrig har værket været i Versailles-museets besiddelse.

## Beskrivelse
Maleriet forestiller Marie Antoinette, der bærer en rød velourkjole, med sine børn omkring sig. Hendes yngste søn, den senere Ludvig 17. af Frankrig, sidder i hendes skød og hendes datter, Marie-Thérèse, læner mod hendes arm. Hendes ældste søn, Louis Joseph af Frankrig, på det tidspunkt Dauphin af Frankrig, er nær ved den krybbe, hvor Marie Antoinettes yngste datter, Sophie-Hélène-Béatrix, skulle have ligget, men som døde før maleriets færdiggørelse.
Maleriet er rig med symbolik. Dets overordnede komposition er inspireret af renæssancefremstillinger af den hellige familie efter rådgivning fra Jacques-Louis David, en bemærkelsesværdig samtidig maler. Der er yderligere referencer af mere personlig karakter til Marie Antoinette i maleriet, såsom Spejlsalen i Versailles i baggrunden eller den kjole, som hun bærer, der minder en Marie Leszczyńska også har båret i et portræt. I baggrunden ses også et smykkeskab til hendes højre side, hvilket er en reference til historien om Cornelia, der berømt sagde, at hendes børn var hendes smykker. Denne sidste reference lægger vægt på Marie Antoinettes omdømme som en mor, der sætter sine børn før materielle emner som smykker, i særdeleshed vigtigt efter Halskædeaffæren.

## Eftermæle
Maleriet er et af de mest emblematiske værker i Versailles kunstsamling og anses som en vigtig nationalskat; det er kendt af de fleste franskmænd, da maleriet er blevet gentryk i skolernes historiebøger.
Tre gobelinversioner blev produceret i 1814, 1822 og 1897. Den første gobelin blev givet til Elisabeth af Østrig-Ungarn i 1868 og det tredje til Alexandra af Hessen-Darmstadt. Den anden gobelin har været i Élyséepalæet siden 1877.